# روبرت ثيودور أندرسون
روبرت ثيودور أندرسون (بالإنجليزية: Robert Theodore Anderson)‏ هو عالم موسيقى وملحن أمريكي، ولد في 5 أكتوبر 1934 في شيكاغو في الولايات المتحدة، وتوفي في 29 مايو 2009 في هونولولو في الولايات المتحدة.

## وصلات خارجية
- روبرت ثيودور أندرسون على موقع ميوزك برينز (الإنجليزية)